# Salzbödetal
Der Naturraum Salzbödetal ist ein flachwelliges Hügelland im Osten des Gladenbacher Berglandes. Er liegt längs der Täler des Flusses Salzböde und dessen südlichen Nebenflusses Vers  im Landkreis Marburg-Biedenkopf, im äußersten Südwesten auch im Landkreis Gießen, Mittelhessen, und grenzt östlich ans Marburg-Gießener Lahntal.

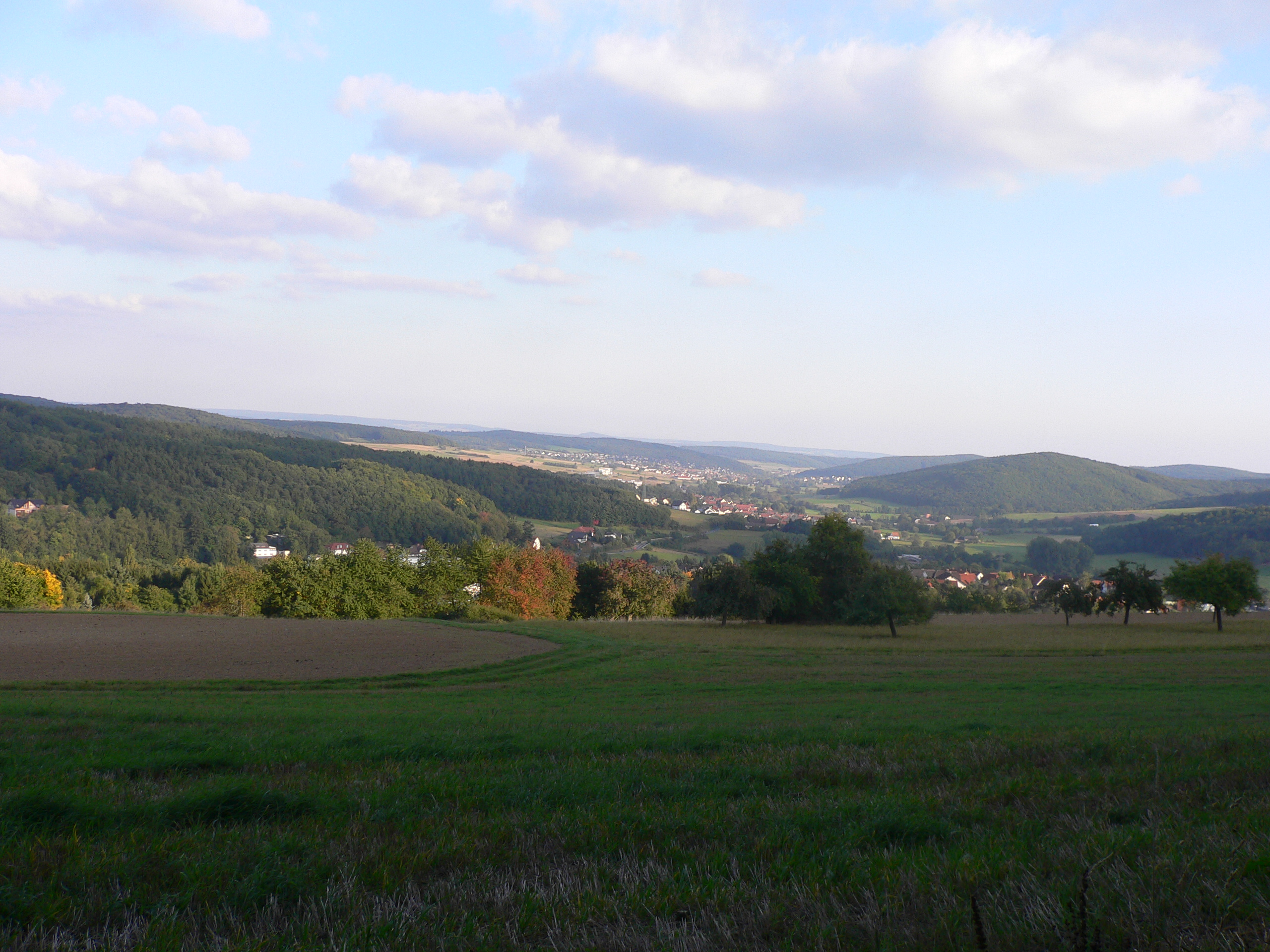
Blick vom Lammerich (Naumburg) über Gladenbach, Mornshausen, Lohra, Damm ins untere Salzbödetal

Innerhalb des naturräumlich zum Westerwald (Haupteinheitengruppe 32) gezählten Gladenbacher Berglandes (Haupteinheit 320) bildet das Salzbödetal den Naturraum 320.12.

## Namensgebung
Der Naturraumname Salzbödetal wurde im Jahr 1960 von Gerhard Sandner im Rahmen von Blatt 125 Marburg der naturräumlichen Landesaufnahme 1:200.000 vergeben. Er ist insofern irreführend, als der Naturraum keine Talung im engeren Sinne, sondern einen zweiarmigen Talkessel nebst umgebendem Hügelland bezeichnet. Weder das obere Salzbödetal am Nordfuß des Naturraums Zollbuche (oberhalb Bad Endbachs) noch das Durchbruchstal durch den Krofdorf-Königsberger Forst (unterhalb Reimershausens) gehören dazu, obgleich es sich bei ihnen um typische Talungen des Flusses selber handelt. Folgerichtiger wäre es daher gewesen, den Naturraum etwa Gladenbacher Hügelland nach seinem mit Abstand größten und wichtigsten Ort Gladenbach zu nennen. Diese Bezeichnung wiederum benutzte Sandner für die übergeordnete Landschaft aus Salzbödetal, Damshäuser Kuppen, Elnhausen-Michelbacher Senke und Niederweidbacher Becken, wobei die Kuppen mit dem 498 m hohen Rimberg schon das typische Relief eines Hügellandes übersteigen und der Norden der nach heutigen Marburger Stadtteilen benannten Senke keinen engeren Bezug zu Gladenbach mehr aufweist, ähnlich wie die Ortschaften des Beckens.

## Grenzen
In nordwestliche Richtungen und nach Süden wird das Salzbödetal durch höhere Höhenzüge begrenzt. Seine Nordgrenze zu den bis knapp 500 m hohen Damshäuser Kuppen (westlicher Norden) und Elnhausen-Michelbacher Senke (Norden) verläuft über die Wasserscheide des jenseits gelegenen Flusses Allna zu Salzböde (westlich) und Wenkbach (Lahn) (östlich).
Im äußersten Nordwesten stößt das Tal an das bis über 600 m hohe Plateau der Bottenhorner Hochflächen, im Westen teilt der südlich an die Hochflächen angrenzende, weit nach Osten hinein ragende, bis gut 500 m hohe Höhenzug der Zollbuche den Naturraum in zwei Einzeltäler, deren nördliches dem Mittellauf der Salzböde entspricht, während das südliche die Vers, ein rechter Nebenfluss der Salzböde, nebst Zuflüssen beansprucht. Dieses südwestliche Tal stößt nach Westen an das Niederweidbacher Becken, von dem es die Wasserscheide zwischen Salzböde bzw. Vers und der jenseits entgegengesetzt, also nach Westen, fließenden Aar trennt.
Im Süden dringt das Salzbödetal bis dicht an die knapp 500 m hohe Singularität Dünsberg im Krofdorf-Königsberger Forst vor. Kurz vor ihrer Mündung durchfließt sogar ein kurzer Abschnitt der Salzböde diesen dicht bewaldeten Naturraum.

## Flüsse

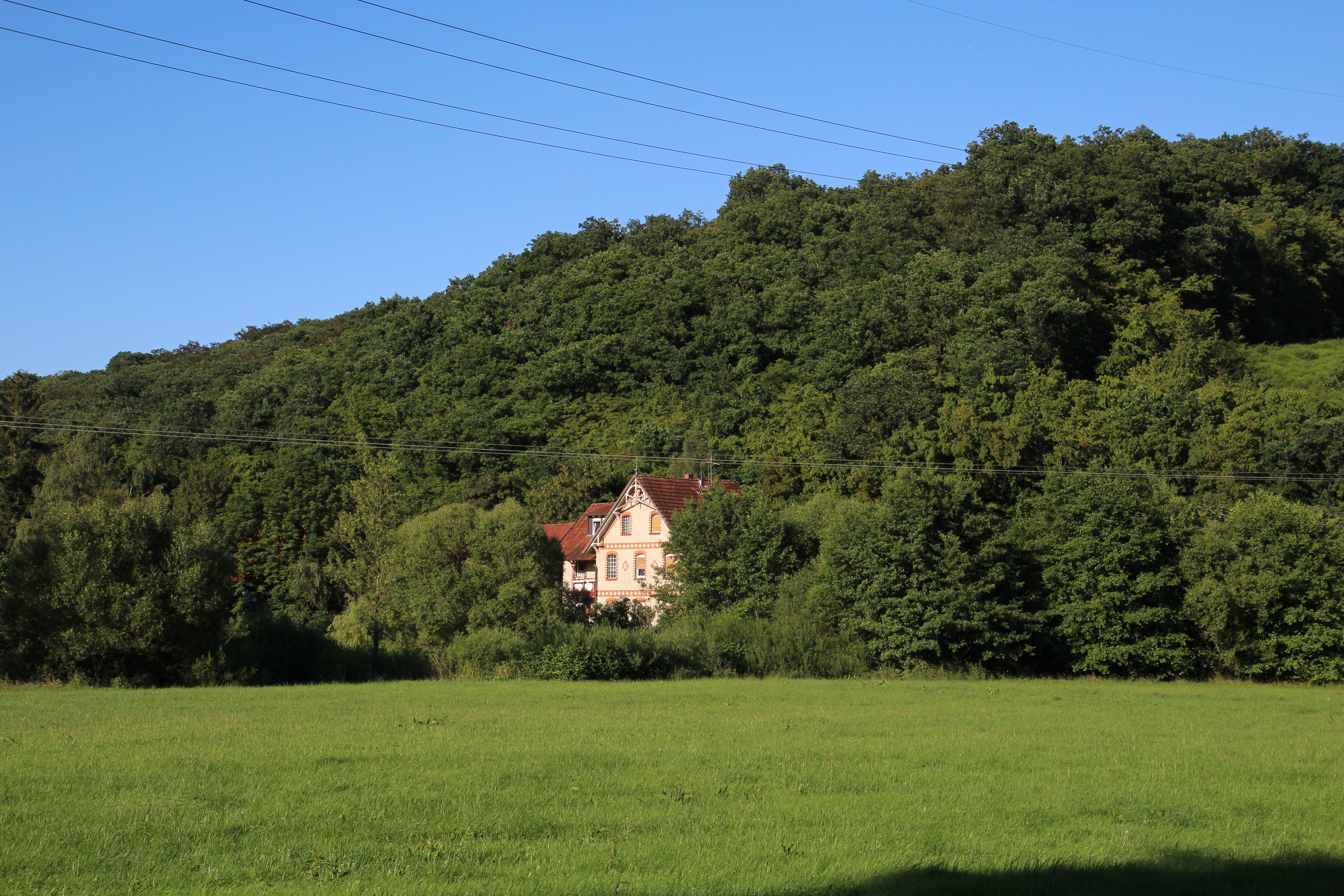
Salzbödetal bei Reimershausen. In der Bildmitte die Rauchmühle, bei der die Vers mündet

Neben der Salzböde (ohne Ober- und Unterlauf) und ihrem südlichen Nebenfluss Vers liegen auch die Oberläufe von Wenkbach (Lahn) und Walgerbach im Naturraum Salzbödetal, dessen Osten sie einnehmen.

## Orte

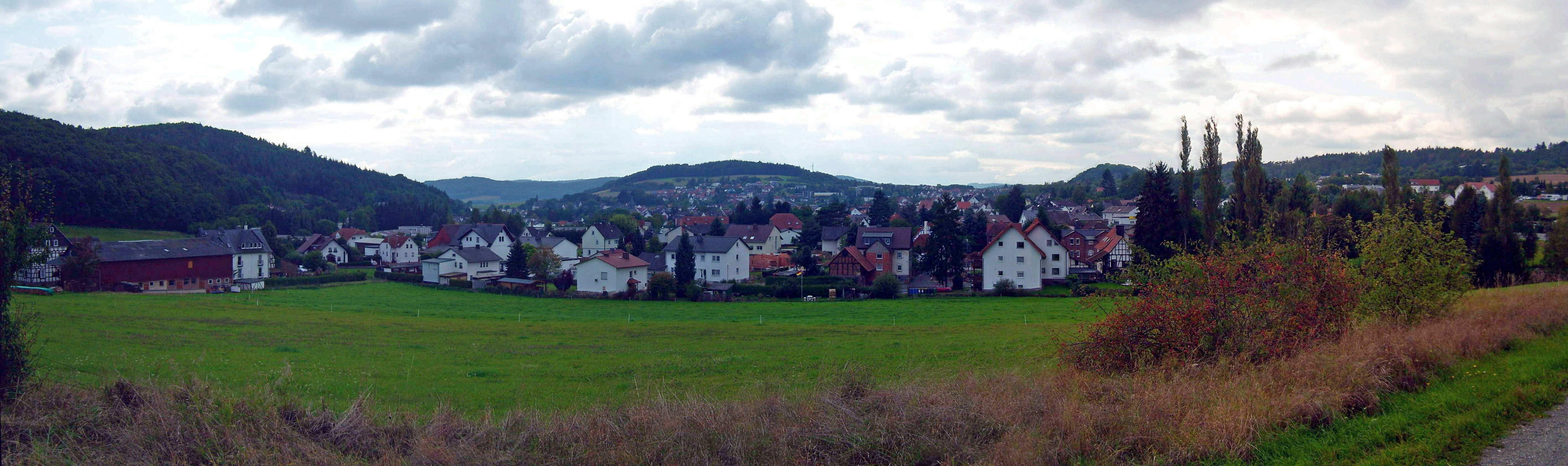
Blick von der B 255 auf Gladenbach. Im zentralen Hintergrund der 357 m hohe Lammerich, links der nördliche Fuß des 361 m hohen Kirchberges.

Den Nordwesten des Salzbödetales nimmt die Stadt Gladenbach ein. Südlich davon folgen Bad Endbach-Hütte, die Gladenbacher Ortsteile Weidenhausen, Erdhausen und Mornshausen sowie Lohra nebst den Ortsteilen Damm und Etzelmühle dem Verlauf der Salzböde. Die meisten anderen Ortsteile Lohras liegen im sich südwestlich anschließenden Verstal, in dessen Süden auch die Biebertal-Ortsteile Frankenbach und Krumbach unmittelbar zu Füßen des jenseitigen Dünsberges liegen.
Der Osten des Naturraumes wird schließlich von den fehlenden Lohraer Ortsteilen und den westlichen Ortschaften der Gemeinde Weimar eingenommen.
Sieht man von den beiden Biebertaler Ortsteilen (Landkreis Gießen) und minimalen Waldanteilen an der sich östlich anschließenden Nahtstelle zum Niederweidbacher Becken (Lahn-Dill-Kreis) ab, liegt das Salzbödetal komplett im Landkreis Marburg-Biedenkopf.

## Berge
Das Salzbödetal verfügt, abgesehen von den Nahtstellen zu montaneren Höhenzügen des Gladenbacher Berglandes, über zahlreiche eigenständige Erhebungen bis knapp unter 400 m über NN, von denen jedoch kaum eine die Talsohle um mehr als 100 m überragt.
- Dennberg (387 m) – an der westlichen Nahtstelle des Verstales zum Niederweidbacher Becken
- Nickenberg (376 m) – nordwestlich Frankenbachs, Westen des Verstals
- Isselscheid (366 m) – südlich Frankenbachs und Krumbachs, an der südlichen Nahtstelle zum Krofdorf-Königsberger Forst
- Kirchberg (362 m) – westlich Gladenbachs
- Lammerich (357 m) – südöstlich Gladenbachs
- Himerich (357 m) – westlich Weidenhausens
- Stoßberg (341 m) – Verstal, nördlich von Weipoltshausen
- Dammersberg (312 m) – östlich Lohras, an der Wasserscheide zwischen Salzböde und Walgerbach (Wenkbach)
- Schneid (310 m) – nordwestlich von Oberweimar, an der nördlichen Nahtstelle zur Elnhausen-Michelbacher Senke
- Oberwalgerer Berg (290 m) – nördlich von Oberwalgern, östliche Nahtstelle zum Marburg-Gießener Lahntal